# Basso Bikes
Basso Bicicletas es una empresa italiana que manufactura bicicletas de carrera hechas a mano. Produce y comercializa bicicletas de carreras de carretera fundada por Alcide Basso EM 1977, hermano del campeón mundial Marino Basso 
Fue fundada en 1977 por los tres hermanos Basso: Marino, Renato y Alcide.En su línea de bicicletas destacan los marcos, tanto de materiales modernos (fibra de carbón o de aluminio), como de materiales tradicionales (de acero). Vintage Basso apareció a finales de los años 70 tras el fracaso obtenido en el negocio de tuberías de acero en Columbus.

## Historia
Antes de registrar la empresa, Alcide Basso empezó a fabricar bicicletas en el garaje de su familia en 1974, en Rettorgole di Caldogno. 
Durante el bienio 1978-1979 se produjo la entrada en el mercado de bicicletas de competición y en el mercado internacional: Alemania se convirtió en el primer gran mercado y grandes importadores como Brügelmann y Stier decidieron encargar grandes cantidades de cuadros.  Basso inicialmente fabricaba cuadros de acero: adquirieron la marca Pogliaghi a finales de los años 1980, pero a partir de 1996 también fabrican cuadros de fibra de carbono. 
En 1979, Eddy Merckx visita las fábricas con el objetivo de desarrollar su propia marca de bicicletas de carreras. Las innovaciones en materiales se introducen con el uso de un tipo de acero derivado del automóvil, más resistente a la oxidación para luego pasar al uso del carbono. El primer cuadro de carbono se envió a la Universidad austriaca de Graz y fue objeto de un estudio sobre las fuerzas de torsión y flexión de los cuadros de carbono.
A principios de los años 90, las bicicletas de carreras son utilizadas al más alto nivel, entre otros por Dimitri Konyshev, Gilberto Simoni , Massimo Strazzer y Endrio Leoni.
La marca Basso Bikes pasa a ser propiedad del grupo Stardue, empresa que también incluye la marca de bicicletas de montaña Lee Cougan y los accesorios Microtech, también propiedad de la familia Basso. A nivel comercial, la marca está presente en más de 25 países y cuenta con una red de más de 400 distribuidores. 

## Patrocinio
Basso Bikes es patrocinador de 6 equipos profesionales, incluido Adria Mobil , el equipo profesional esloveno de carreras en ruta en el Circuito Continental, y Cams-Basso , un equipo profesional femenino inglés. 